# Madrasostes tamil
Madrasostes tamil is een keversoort uit de familie Hybosoridae. De wetenschappelijke naam van de soort is voor het eerst geldig gepubliceerd in 1975 door Paulian.